# Elliott H. Lieb
Elliott Hershel Lieb  (ur. 31 lipca 1932 roku w Bostonie) – amerykański matematyk i fizyk, laureat Nagrody Carla Friedricha Gaussa z 2022 roku i Nagrody Kioto z 2023 roku. Specjalizuje się w fizyce matematycznej, analizie matematycznej i fizyce materii skondensowanej.

## Życiorys
Urodził się w 31 lipca 1932 roku w Bostonie, ale już w wieku pięciu lat przeniósł się do Bronksu, gdzie ukończył Bronx High School of Science. W wieku 17 lat przeprowadził się z rodzicami z powrotem do Bostonu, gdzie studiował w Massachusetts Institute of Technology. W szkole średniej interesował się elektroniką i radiem amatorskim, więc chciał zostać inżynierem elektrykiem. Jednak dzięki zajęciom z  profesorem fizyki Matthew Sandsem (współautorem słynnych Feynmana wykładów z fizyki) Lieb przeniósł się na wydział fizyki.
Lata spędzone przez Lieba w MIT były pełne zawirowań politycznych. Jedną z ofiar makkartyzmu na tej uczelni był profesor matematyki Dirk Struik, który został zawieszony w nauczaniu. W jego obronie stanęła grupa studentów, wśród których był Lieb. Innym problemem była wojna koreańska i związane z nią naciski służb na studentów.
Studia z fizyki ukończył w 1953 roku, a doktorat z fizyki matematycznej uzyskał trzy lata później na University of Birmingham (promotorem jego rozprawy zatytułowanej Non-Linear Scalar Meson Field Theory był Samuel Edwards).
Po doktoracie Lieb spędził rok na Uniwersytecie w Kioto. Następnie pracował rok na Uniwersytecie Illinois i dwa lata na Uniwersytecie Cornella. W latach 1960-1963 zatrudniony był w centrum badawczym IBM, a w 1963-1966 na Yeshiva University, skąd na dwa lata przeniósł się na Northeastern University. Od roku 1968 do 1975 pracował w Massachusetts Institute of Technology, a od 1975 roku jest profesorem (obecnie emerytowanym) Uniwersytetu Princeton.
Wypromował 10 doktorów, wśród nich byli m.in. Horng-Tzer Yau, Jan Philip Solovej, Robert McCann i László Erdős.

## Publikacje i osiągnięcia
Autor ok. 260 artykułów i książek (w tym napisanego wspólnie z Michaelem Lossem popularnego podręcznika Analysis). Swoje prace publikował m.in. w „Communications in Mathematical Physics”, „Journal of Statistical Physics”, „Physica A”, „Bulletin of the American Mathematical Society”, „Duke Mathematical Journal” oraz najbardziej prestiżowych czasopismach matematycznych świata: „Annals of Mathematics”, „Journal of the American Mathematical Society", „Inventiones Mathematicae” i „Acta Mathematica”.
Jego osiągnięcia (uzyskanie dokładnych rozwiązań ważnych problemów fizycznych) w dziedzinie fizyki teoretycznej wywarły wpływ na fizykę materii skondensowanej, informację kwantową, mechanikę statystyczną i fizykę atomową.
Nagrodę Gaussa otrzymał za głęboki matematyczny wkład o wyjątkowym zakresie, który ukształtował mechanikę kwantową, mechanikę statystyczną, chemię obliczeniową i teorię informacji kwantowej.
Dokonania Lieba w dziedzinie analizy matematycznej dotyczą przede wszystkim rachunku wariacyjnego i równań różniczkowych cząstkowych. Znalazł także optymalne stałe w kilku nierównościach analizy funkcjonalnej, które następnie wykorzystał w fizyce kwantowej (wyniki te zostały zebrane w książce Inequalities. Selecta of Elliott H. Lieb). Niektóre ze znanych matematycznych rezultatów Lieba to m.in.: nierówność Lieba-Thirringa, lemat Brezisa-Lieba, nierówność Borella-Brascampa-Lieba i nierówności Brascampa-Lieba.

## Wyróżnienia
Lieb był wielokrotnie nagradzany. Otrzymał m.in.:
- 2023 – Nagrodę Kioto[9]
- 2022 – Nagrodę Gaussa[7]
- 2022 – Medal Diraca[10]
- 2022 – American Physical Society Medal for Exceptional Achievement in Research[6]
- 2003 – Nagrodę Henriego Poincarégo[11]
- 2001 – Nagrodę Schocka z matematyki[12]
- 1992 – Medal Maxa Plancka[13]
- 1978 – Dannie Heineman Prize for Mathematical Physics[14]

W latach 1974 i 1994 był prelegentem sekcyjnym na Międzynarodowym Kongresie Matematyków.
Jest członkiem m.in. National Academy of Sciences (od 1984 roku), Amerykańskiej Akademii Sztuk i Nauk (od 1994 roku), Amerykańskiego Towarzystwa Matematycznego (od 2013 roku), Royal Society (od 2013 roku) i Academia Europaea (od 2014 roku).